# Ehretia microphylla
Ehretia microphylla är en strävbladig växtart som beskrevs av Jean-Baptiste de Lamarck 1791. Ehretia microphylla ingår i släktet Ehretia och familjen strävbladiga växter. Inga underarter finns listade i Catalogue of Life.